# Anania subfumalis
Anania subfumalis is een vlinder van de familie van de grasmotten (Crambidae). De wetenschappelijke naam van deze soort is voor het eerst voorgesteld als Tenerobotys subfumalis door Eugene Gordon Munroe en Akira Mutuura in een publicatie uit 1971.

## Verspreiding
De soort komt voor in China (Hunan) en Taiwan.

## Ondersoorten
- Anania subfumalis subfumalis (Munroe & Mutuura, 1971)
- Anania subfumalis continentalis (Munroe & Mutuura, 1971) (Hunan)